# イスラム教への冒涜罪
イスラム教への冒涜罪（イスラムきょうへのぼうとくざい）とは、聖典コーランや預言者ムハンマドを侮辱する行為を禁じる法律（の規定）。イスラム諸国のいくつかにある。

## パキスタンにおける同罪とその論争
パキスタンでは刑法に当該規定があるが、法定刑は規定上は死刑のみである。もっとも、実際に同罪で死刑に処せられた者はいないという見解がある。同罪の法定刑がこのように重くなったのは80年代になってからであり、背景にはソ連のアフガニスタン侵攻を挙げる見解がある。2010年11月、パンジャブ州在住の女性キリスト教徒アーシア・ビビが同罪に問われ、一審で死刑判決を受けた。この判決を受け、このアーシア・ビビの解放や法改正を求める動きが出た。特に、地元パンジャブ州のサルマン・タシール知事は女性を訪ねて支援を表明したうえ、恩赦も要請した。同知事は乱用の恐れがあるとして法改正の必要性を地元メディアに語ったが、2011年1月4日に自身を警護していた警察官に暗殺された（タシール知事暗殺事件）。ローマ教皇ベネディクト16世は2011年1月、パキスタンに当該規定の廃止を求めた。
2011年3月2日には、同国のシャバズ・バッティ少数民族相が暗殺された。同相は同国閣僚中唯一のクリスチャンであり、イスラム教への冒涜罪に批判的な発言をして、イスラム武装勢力から脅迫を受けていた。暗殺現場には同氏に対する「処罰」だと書かれたビラが散乱していた。パキスタン・タリバン運動が犯行声明を発表し、イスラム教に対する冒涜罪の見直しを呼びかけていた同相への「処罰」だとした。